# Florée
Florée (en wallon Florêye) est une section de la commune belge d'Assesse située en Région wallonne dans la province de Namur. C'était une commune à part entière avant la fusion des communes de 1977. Le hameau de Maibelle, se situe à 2 km du village de Florée..

## Évolution démographique
- Source: DGS, 1831 à 1970=recensements population, 1976= habitants au 31 décembre

## Liste des bourgmestres de 1830 à 1977
- Maurice du Pont d'Ahérée, de 1853 à 1864, (Parti Catholique).

## Patrimoine et culture

### Patrimoine classé

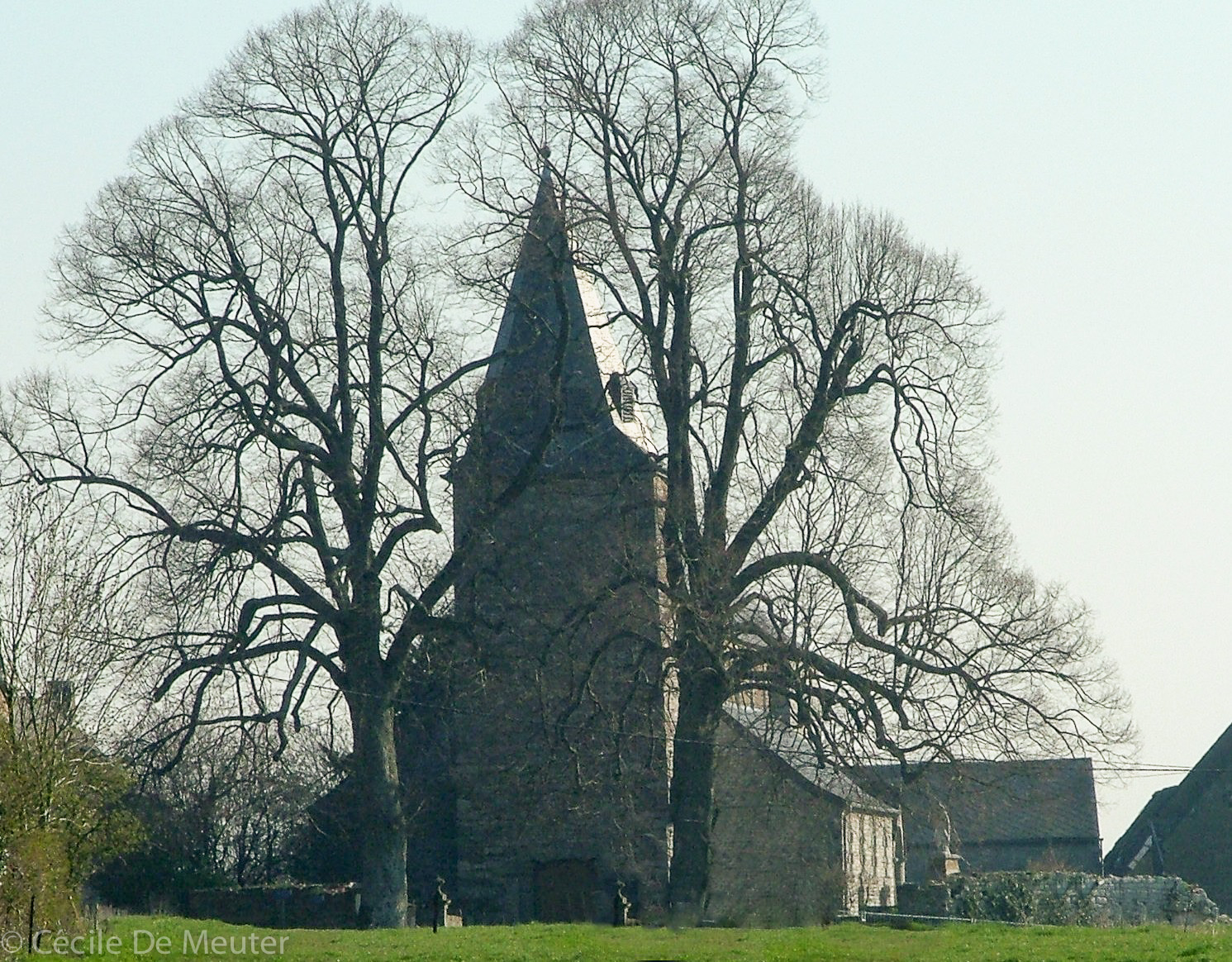
Les deux tilleuls de Florée devant l'église Ste Geneviève.

- Église Sainte-Geneviève de Florée.
- Calvaire de la Croix de Florée.
- Tilleuls de Florée.
- Ferme des Moines, rue des Casernes. Ancienne propriété de l'abbaye de Grand-Pré datant de 1745[1].
- Chapelle Notre-Dame au Bois, route de Dinant. Datée du XIXe siècle qui remploie d'un blason millésimé de 1610, date de la chapelle antérieure[2].

### Culturel
Ce village est célèbre pour son grand feu (le week-end du changement d'heure), sa brocante de fin septembre organisée par la jeunesse et sa kermesse (dernier week-end de juillet) qui dure quatre jours.

## Économie

### Transport
La section était desservie par la gare de Florée située sur la ligne 162, de Namur à Sterpenich.